# Пашенка
Пашенка — река в России, протекает по Мошковскому Новосибирскому районам Новосибирской области. Устье реки находится в 9 км по левому берегу реки Большой Барлак. Длина реки составляет 15 км. Берёт начало из системы прудов на окраине поселения Мочище. В 5 км от истока принимает безымянный левый приток, собирающий водосток с золоотвала ТЭЦ-4, а также с хвостохранилища НЗХК.

## Данные водного реестра
По данным государственного водного реестра России относится к Верхнеобскому бассейновому округу, водохозяйственный участок реки — Обь от Новосибирского гидроузла до впадения реки Чулым, без рек Иня и Томь, речной подбассейн реки — бассейны притоков (Верхней) Оби до впадения Томи. Речной бассейн реки — (Верхняя) Обь до впадения Иртыша.

## Мост
15 июля 2014 года в стоящем на реке селе Сосновка был открыт первый в России мост из стеклопластика длиной 18,5 метра. Мост стал частью автомобильной дороги Красный Яр — Сосновка.